# Katmandu
Katmandu, även stavat Kathmandu (nepali: काठमाडौं, काठमान्डु; newari: यें), är huvudstad och kommersiellt centrum i Nepal. Staden är belägen i Katmandudalen mellan Himalaya i norr och Mahabharatbergen i syd på 1 325 meters höjd över havet, strax sydost om landets geografiska mitt, nära floden Vishnumati i centrala Nepal. Stadens ursprungliga namn på lokalspråket newari är Kantipur. Staden var under lång tid isolerad, men kontakter med omvärlden har upprättats under senare år, sedan staden öppnades upp på 1950-talet. Folkmängden uppgick till cirka 1 miljon invånare vid folkräkningen 2011, med förorter (bland annat Bhaktapur och Lalitpur) cirka 2,5 miljoner. I närheten av staden ligger en internationell flygplats och två universitet, Katmandus universitet och Tribhuvanuniversitetet.

## Etymologi
Det nepalesiska namnet Kathmandu kommer från Kasthamandap, en byggnad som stod på Durbar-torget i Kathmandu och förstördes fullständigt av jordbävningen i Nepal i april 2015 (den har sedan dess rekonstruerats). På sanskrit betyder Kāṣṭha (sanskrit: काष्ठ) "trä" och Maṇḍapa (sanskrit: मण्डप) betyder "paviljong". Denna offentliga paviljong, även känd som Maru Satta på newari, byggdes om 1596 av Biseth under kung Laxmi Narsingh Mallas tid. Den tre våningar höga strukturen var helt gjord av trä och använde inga järnspikar eller stöd. Enligt legender hämtades allt virke som användes för att bygga pagoden från ett enda träd.
Kolofonerna i forntida manuskript, daterade så sent som till 1900-talet, hänvisar till Katmandu som Kāṣṭhamaṇḍap Mahānagar i Nepal Mandala. Mahānagar betyder "stor stad". Staden kallas Kāṣṭhamaṇḍap i ett löfte som buddhistiska präster fortfarande läser än idag. Därför är Katmandu också känd som Kāṣṭhamaṇḍap. Under medeltiden kallades staden ibland Kāntipur (sanskrit: कान्तिपुर). Detta namn härstammar från två sanskritord – Kānti och Pur. Kānti är ett ord som står för "skönhet" och förknippas mest med ljus och Pur betyder plats, vilket ger det betydelsen "Ljusets stad".
Bland det inhemska newarfolket är Kathmandu känd som Yeṃ Dey. Patan och Bhaktapur är kända som Yala Dey, respektive Khwopa Dey. "Yen" är den kortare formen av Yambu, vilket ursprungligen syftade på den norra halvan av Katmandu. De äldre norra bosättningarna kallades Yambi, medan den södra bosättningen var känd som Yangala.

## Historia
Katmandudalen kan ha varit bebodd så tidigt som 900 f.Kr., men de äldsta nu kända objekten från området är daterade till några hundra år f.Kr. Kiraterna är de första dokumenterade härskarna av Katmandudalen. Licchavidynastin var de nästa härskarna, vars styre inleddes runt 500-talet. Under dynastins andra kung etablerades handelslinjer med Tibet. Staden grundades under 800-talet av Gunakamadeva, en nepalesisk kung.
Malladynastin har spelat en stor roll i landets historia. De styrde Katmandu mellan 1200-talet och år 1769 då Shahdynastin erövrade staden och slog samman den med de två andra stadsstaterna i Katmandudalen, Patan strax söder om Bagmatifloden, och Bhaktapur 12 kilometer sydöst om Katmandu. Staden var i flera århundraden isolerad från omvärlden och öppnades inte för utländskt bistånd och immigration förrän på 1950-talet. Under 1960-talet blev staden ett populärt resmål, mycket på grund av dess buddhistiska och muslimska byggnader. I staden finns ett antal byggnader som står med på Världsarvslistan.
Staden ligger i ett svårt drabbat jordbävningsområde och har flera gånger blivit i det närmaste jämnad med marken. Man räknar med att större jordbävningar inträffar i området ungefär vart 75 år. Det senaste stora skalvet inträffade den 25 april 2015 i Gorkhadistriktet cirka 80 kilometer från Katmandu. Magnituden beräknades vara 7,8 på richterskalan. Detta var det kraftigaste skalvet i området på 80 år, sedan jordbävningen i Nepal–Bihar 1934. Vid skalvet 2015 skadades många byggnader i Katmandu allvarligt, däribland även de historiska byggnaderna vid Durbartorget, och en del byggnader, som Kasthamandaptemplet, förstördes helt.

## Geografi
Staden ligger i Katmandudalen, nära floden Vishumati nära Nepals mittpunkt. Administrativt är staden del av Katmandudistriktet, som ligger i Bagmatizonen (där staden är huvudort) i Centralregionen. I norr finns Himalaya och i söder Mahabharatbergen.[källa behövs]
Området avvattnas av floden Bagmati och dess åtta bifloder, som även försörjer staden med dricksvatten.

### Klimat
Katmandu har ett ganska milt klimat. Temperaturen blir aldrig lägre än 0° C. Oktober–november och mars–april är vädret ofta klart och varmt. Mellan november och februari är det torrt och ofta kallt. Mellan maj och juni kan det bli väldigt varmt och kvavt tills monsunen anländer mellan juni och september. Maxtemperaturen är 40° C.[källa behövs]

#### Klimattabell
|                                            | Jan  | Feb  | Mar  | Apr  | Maj  | Jun  | Jul  | Aug  | Sep  | Okt  | Nov  | Dec  |
| ------------------------------------------ | ---- | ---- | ---- | ---- | ---- | ---- | ---- | ---- | ---- | ---- | ---- | ---- |
| Normaldygnets maximitemperaturs medelvärde | 17,5 | 22,8 | 26,6 | 28,7 | 31,4 | 31,2 | 28,8 | 29,5 | 29,4 | 27,3 | 22,5 | 19,3 |
| Normaldygnets minimitemperaturs medelvärde | 2,7  | 5,2  | 8,4  | 13,0 | 16,0 | 20,1 | 20,6 | 20,2 | 19,0 | 12,7 | 6,5  | 4,0  |
|                                            |      |      |      |      |      |      |      |      |      |      |      |      |
| Nederbörd                                  | 12   | 6    | 12   | 21   | 51   | 93   | 132  | 132  | 90   | 18   | 0    | 12   |

| Diagram | temperaturer i °C • månadsnederbörd i mm • Källa: Statistical Year Book of Nepal. 2013, World Weather Online | temperaturer i °C • månadsnederbörd i mm • Källa: Statistical Year Book of Nepal. 2013, World Weather Online | temperaturer i °C • månadsnederbörd i mm • Källa: Statistical Year Book of Nepal. 2013, World Weather Online | temperaturer i °C • månadsnederbörd i mm • Källa: Statistical Year Book of Nepal. 2013, World Weather Online | temperaturer i °C • månadsnederbörd i mm • Källa: Statistical Year Book of Nepal. 2013, World Weather Online | temperaturer i °C • månadsnederbörd i mm • Källa: Statistical Year Book of Nepal. 2013, World Weather Online | temperaturer i °C • månadsnederbörd i mm • Källa: Statistical Year Book of Nepal. 2013, World Weather Online | temperaturer i °C • månadsnederbörd i mm • Källa: Statistical Year Book of Nepal. 2013, World Weather Online | temperaturer i °C • månadsnederbörd i mm • Källa: Statistical Year Book of Nepal. 2013, World Weather Online | temperaturer i °C • månadsnederbörd i mm • Källa: Statistical Year Book of Nepal. 2013, World Weather Online | temperaturer i °C • månadsnederbörd i mm • Källa: Statistical Year Book of Nepal. 2013, World Weather Online | temperaturer i °C • månadsnederbörd i mm • Källa: Statistical Year Book of Nepal. 2013, World Weather Online |
|         | 12 18 3 | 6 23 5 | 12 27 8 | 21 29 13 | 51 31 16 | 93 31 20 | 132 29 21 | 132 30 20 | 90 29 19 | 18 27 13 | 0 23 7 | 12 19 4 |

## Demografi

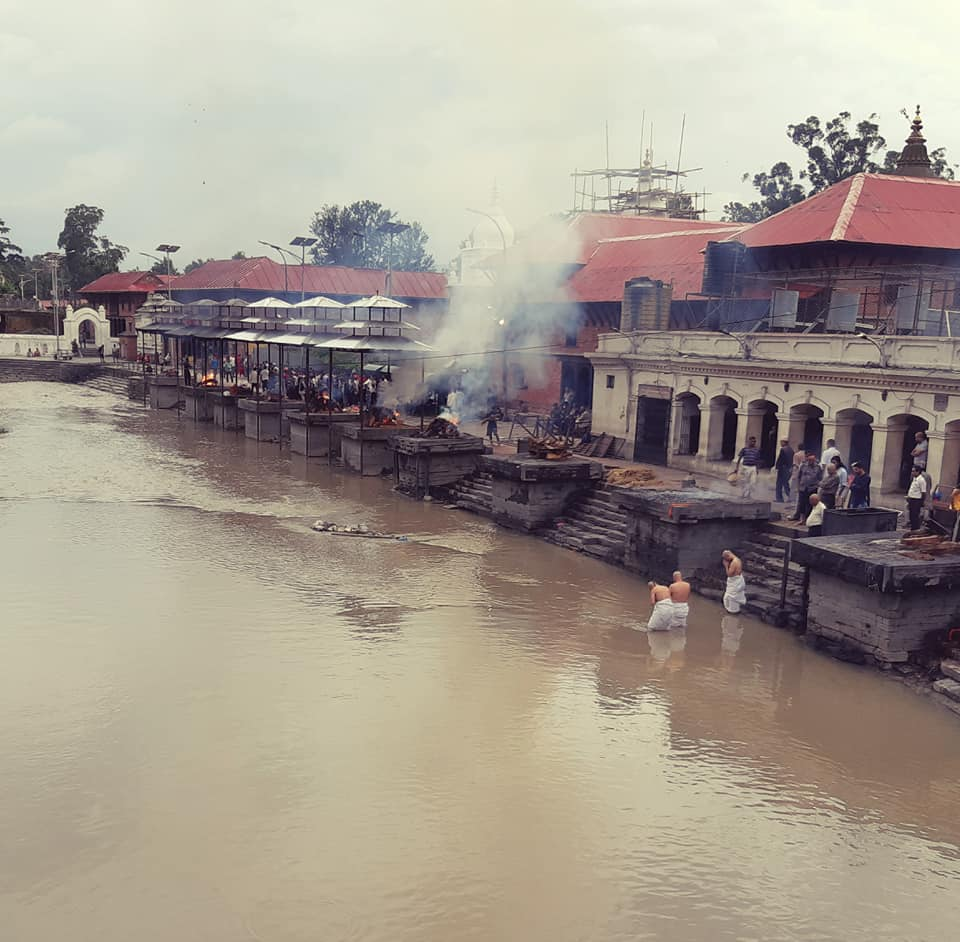
Kremering i Katmandu

Vid folkräkningen 22 juni 2011 hade Katmandu 975 453 invånare, vilket beräknas ha ökat till 1 182 598 invånare 2015. Staden är hem till 40 procent av Katmandudalens population och har sedan 1990-talet haft en årlig befolkningstillväxt på 4,5 procent. Den snabba tillväxten förväntas fortsätta och Katmandu uppskattas nå en folkmängd på 1,4 miljoner år 2020.
En stor andel av Katmandus befolkning, omkring 40 procent, är människor som har flyttat dit från andra delar av landet, och cirka 3,5 procent är födda utomlands. De interna migranterna flyttar till huvudstaden främst av familjeskäl – det lär röra sig mest om nygifta kvinnor som enligt tradition förväntas bosätta sig i sin makes hem – samt för att söka jobb. Invandrare från andra länder, som är mycket färre till antalet, bosätter sig i Katmandu för att arbeta eller studera.

### Asa-arkivet
Asa-arkivet är också anmärkningsvärt. De specialiserar sig på medeltidens historia och religiösa traditioner i Katmandudalen. Arkiven i Kulambhulu har en samling av cirka 6 000 handskrivna böcker i lösbladsformat och 1 000 palmbladsmanuskript (främst på [[sanskrit99 eller newari) samt ett manuskript daterat till 1464.

## Teater och film
Staden har flera teatrar, inklusive National Dance Theatre i Kanti Path, Ganga Theatre, Himalayan Theatre och Aarohan Theatre Group som grundades 1982. M. Art Theatre är baserad i staden. Gurukul School of Theatre organiserar Kathmandu International Theatre Festival, som lockar artister från hela världen. En miniteater har öppnats på Hanumandhoka Durbar Square, etablerad av Durbar Conservation and Promotion Committee.
Katmandu har ett antal biografer (gamla enbildsbiografer och några nya multiplexer) som visar nepalesiska, Bollywood- och Hollywoodfilmer. Några gamla biografer är Vishwajyoti Cinema Hall, Jai Nepal Hall, Kumari Cinema Hall, Gopi Krishna Cinema Hall och Guna Cinema Hall. Kathmandu har också några biografer och multiplexer av internationell standard, såsom QFX Cinemas, Cine De Chef, Fcube Cinemas, Q's Cinemas, Big Movies, BSR Movies och många fler.
I oktober 2023 utsågs Katmandu till Unescos filmstad och gick med i Unescos nätverk av kreativa städer.

## Ekonomi

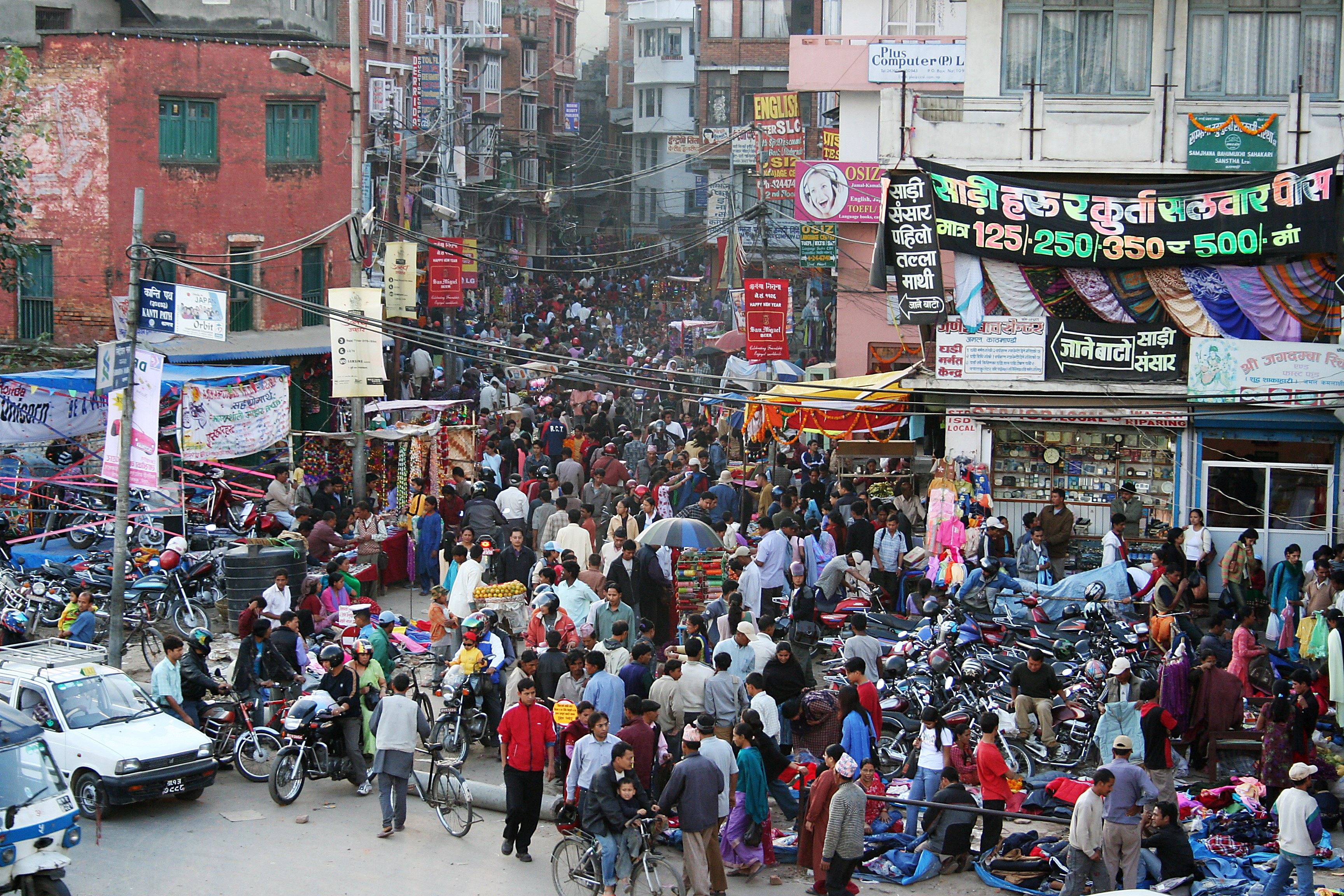
Gata i Katmandu.

Katmandu är Nepals kommersiella och industriella centrum och de flesta av huvudkvarteren för företag, banker och organisationer är belägna i staden.

### Turism
Turism utgör en viktig del av stadens ekonomi sedan staden bröt sin isolering på 1950-talet. Under åren som följde byggdes flygplatser samt en motorväg som knöt staden till Indien. Turister besöker ofta de gamla delarna av Katmandu vid Vishumatifloden. Den är känd för sina buddhistiska tempel och palats, varav många härstammar från 1600-talet, även om flera har förstörts av jordbävningar och förorening. Dessa inkluderar Durbarplatsen, med det gamla kungliga palatset (Hanuman Dhoka), samt Thamel, en samling vindlande smågator med många billiga hotell, småbutiker och internetcaféer. Inte långt från Katmandu ligger också Bhaktapur, en mindre stad med bevarade delar från omkring 1500-talet som ingår i världsarvet Katmandudalen.